# Liste von Heimatmuseen und Heimatstuben
Die Liste von Heimatmuseen und Heimatstuben umfasst Heimatmuseen und Heimatstuben weltweit, wobei letztgenannte oft in Zusammenhang mit einer Vertriebenenpatenschaft entstanden.
Heimatmuseen ohne Blaulink bitte nur mit Einzelnachweis. 

## Heimatmuseen (Auswahl)
- Schützen- und Heimatmuseum Aldenhoven
- Bachgau-Museum in Großostheim
- Heimatmuseum Benshausen
- Bachmann-Museum Bremervörde
- Bergbau- und Heimatmuseum Erbendorf
- Bergbau- und Heimatmuseum im Paulushof Essen-Heisingen[1]
- Bürsten- und Heimatmuseum Schönheide
- Das Andere Heimatmuseum
- Dorf- und Heimatmuseum Winterbach
- Erinnerungsort Badehaus
- Fossilien- und Heimatmuseum Messel
- Geschichtszentrum und Museum Mühldorf a. Inn
- Hallertauer Hopfen- und Heimatmuseum
- Heimatmuseum der Bessarabiendeutschen
- Heimatmuseum des Nordböhmischen Niederlandes
- Heimatmuseum im Gutshof Ruhland
- Heimatmuseum im Spitalhof Möhringen
- Heimatmuseum – Altes Weberhaus
- Heimatmuseum „Alte Mühle“ (Manderscheid)
- Heimatmuseum „Alte Mühle“ (Olsberg)
- Heimatmuseum „Alte Mühle“ (Schladen)
- Heimatmuseum Alte Kornbrennerei
- Heimatmuseum Aschen
- Heimatmuseum Bad Brambach
- Heimatmuseum Bad Laer[2]
- Heimatmuseum Bad Münstereifel
- Städtisches Heimatmuseum Bad Reichenhall
- Heimatmuseum Bad Rothenfelde[3]
- Heimatmuseum Bislich
- Averbecks Speicher, Bad Iburg
- Heimatmuseum Banfetal
- Heimatmuseum Bergen-Enkheim
- Heimatmuseum Berching[4]
- Heimatmuseum Beuel
- Heimatmuseum Bezau
- Heimatmuseum Düren
- Heimatmuseum Friedrichroda[5]
- Heimatmuseum Bobenheim-Roxheim
- Heimatmuseum Bochum
- Bauernhausmuseum Bortfeld
- Heimatmuseum Ebern
- Heimatmuseum Empfingen
- Heimatmuseum Ergoldsbach / Goldbach Museum
- Heimatmuseum Falkenstein
- Fränkisches Museum Feuchtwangen
- Heimatmuseum Friedrichshain
- Heimatmuseum Fürstenberger Hof
- Heimatmuseum Griesheim[6]
- Heimatmuseum Görwihl
- Heimatmuseum Greene
- Heimatmuseum (Grimmen)
- Heimatmuseum Günzburg
- Heimatmuseum Halver
- Heimatmuseum Hanerau-Hademarschen
- Heimatmuseum Haus Horn
- Heimatmuseum Haigermoos
- Heimatmuseum Helfs Hof
- Heimatmuseum Herrnhut
- Heimatmuseum Hiddensee
- Heimatmuseum Hohenwestedt
- Schieferbergbau- und Heimatmuseum Holthausen
- Heimatmuseum Homberg (Efze)
- Heimatmuseum Hückeswagen
- Heimatmuseum Hünstetten
- Heimatmuseum Hüsli
- Heimatmuseum Kaumberg
- Heimatmuseum Kirchen
- Heimatmuseum Kornburg
- Heimatmuseum Leer
- Heimatmuseum Linnich
- Heimatmuseum Lutter am Barenberge
- Heimatmuseum Madesjö
- Heimatmuseum Maintal
- Heimatmuseum Margarethenried-Hörgertshausen
- Stadt- und Heimatmuseum Marl
- Heimatmuseum Marienfeld
- Heimatmuseum der Stadt Marsberg
- Heimatmuseum Merzenich
- Fossilien- und Heimatmuseum Messel
- Heimatmuseum Mittenwalde
- Heimatmuseum im Tabor[7]
- Heimatmuseum Moringen
- Heimatmuseum Motzen
- Heimatmuseum Münstermaifeld
- Heimatmuseum Nebra
- Heimatmuseum Nellingen
- Heimatmuseum für Stadt und Landkreis Neudek
- Heimatmuseum Neunhof
- Heimatmuseum Neunkirchen
- Heimatmuseum Niederense
- Heimatmuseum Nienhagen
- Heimatmuseum (Oberstdorf)
- Heimatmuseum (Ochsenfurt)
- Heimatmuseum Oral
- Heimatmuseum Osterholz-Scharmbeck
- Poller Heimatmuseum
- Heimatmuseum Preetz
- Heimatmuseum Radevormwald
- Dorfmuseum Ratekau
- Heimatmuseum Reiskirchen
- Heimatmuseum Reutlingen
- Volkskunde- und Freilichtmuseum Roscheider Hof
- Heimatmuseum Rheiderland
- Heimatmuseum Schloss Tenneberg
- Städtisches Museum Schloss Salder, Salzgitter
- Heimatmuseum Schwarzach
- Heimatmuseum Schwarzes Tor
- Heimatmuseum Seckbach
- Heimatmuseum Seeg[8]
- Heimatmuseum Seelze
- Heimatmuseum Seulberg
- Heimethus Todtmoos
- Heimatmuseum Stein (Mittelfranken)
- Heimatmuseum Unterhaching
- Heimatmuseum Varel
- Heimatmuseum Veringenstadt
- Heimatmuseum Versmold
- Heimatmuseum Vilsbiburg
- Heimatmuseum Waltrop
- Heimatmuseum Wandsbek
- Heimatmuseum Warnemünde
- Heimatmuseum Wennigsen
- Heimatmuseum der Stadt Wilsdruff
- Heimatmuseum Worms-Abenheim
- Heimatmuseum Wulmeringhausen
- Heimatmuseum Zempin
- Hüttenberger Heimatmuseum
- Karden- und Heimatmuseum Katsdorf
- Maschinen- und Heimatmuseum Eslohe
- Mittelschwäbisches Heimatmuseum
- Montafoner Heimatmuseum Schruns
- Museum in der Anstalt, Alsbach-Hähnlein
- Museumsdorf Seppensen
- Ostdeutsche Heimatstuben und Heimatmuseum Ohlau
- Prättigauer Heimatmuseum
- Richard-Brandt-Heimatmuseum
- Schanfigger Heimatmuseum
- Stadtgeschichtliches Heimatmuseum Uetersen
- Stille Nacht Museum Oberndorf
- Sudetendeutsches Museum
- Thorpe Heimatmuseum
- Heimatmuseum Tribsees

## Heimatstuben (Auswahl)
- Heimatstube Ahlum, Niedersachsen
- Heimatstube Barleben, Sachsen-Anhalt
- Heimatstube Beselich-Obertiefenbach, Hessen[9]
- Heimatstube Boock, Mecklenburg-Vorpommern
- Heimatstube Exten, Niedersachsen
- Ostdeutsche Heimatstuben und Heimatmuseum Ohlau, Iserlohn, Nordrhein-Westfalen
- Heimatstube Kötzschenbroda, Sachsen
- Heimatstube Reichenberg, Bayern
- Heimatstube Thal, Thüringen
- Stolper Heimatstuben, Nordrhein-Westfalen
- Museum Heimatstube Sperenberg, Brandenburg
- Kreisheimatstube Stoffenried, Bayern
- Heimatstube in Taltitz, Sachsen